# Miloš Deletić
Miloš Deletić (in serbo Милош Делетић?; Belgrado, 14 ottobre 1993) è un calciatore serbo, centrocampista dell'Īraklīs.